# Innenstadt (Görlitz)
Die Görlitzer Innenstadt grenzt an die historische Altstadt und ist geprägt durch die zur Gründerzeit entstandenen Gebäude und Bauten im Stil des Historismus (Gründerzeitviertel). Da Görlitz den Zweiten Weltkrieg fast unbeschädigt überstand, bietet sich Besuchern ein zusammenhängendes historisches Stadtbild.

## Entwicklung und Geschichte

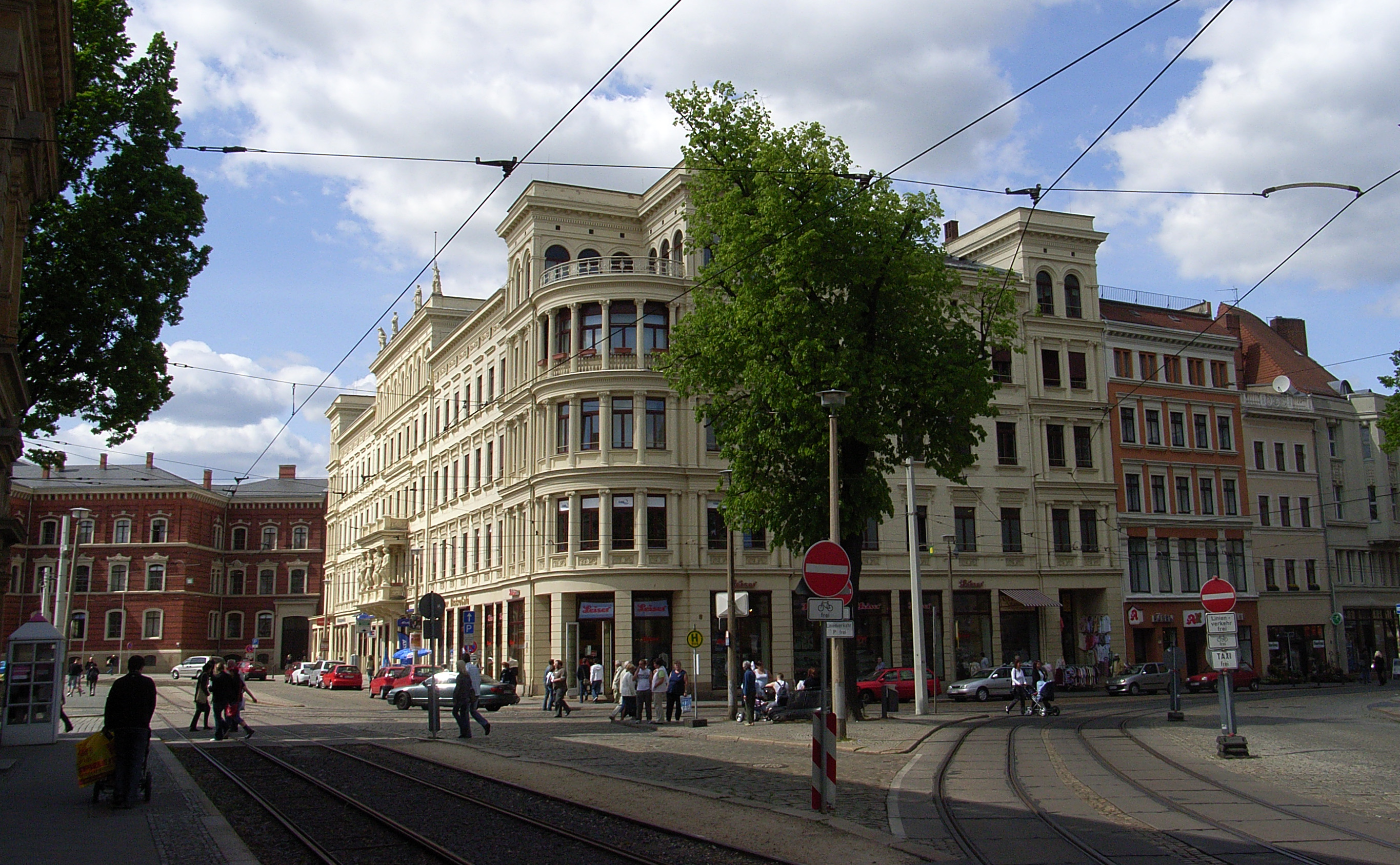
Blick auf den Postplatz

Außerhalb der Stadtmauer, die die historische Altstadt von Görlitz umgab, befanden sich Vorstädte, die noch Anfang des 19. Jahrhunderts einen ländlichen Charakter aufwiesen. Dies waren die Frauenvorstadt vor dem Frauenturm sowie vor dem Reichenbacher Turm die Reichenbacher Vorstadt entlang der Straße, die nach Reichenbach/O.L. und Bautzen führte. Ab den 1840er Jahren setzte in den Vorstädten eine rege Bautätigkeit ein.
Durch den Bau der Innenstadt ergaben sich in der Stadt zwei Stadtzentren, das „alte“ Zentrum Ober- und Untermarkt sowie das „neue“ am Kaisertrutz. Während der Zeit verschob sich dieses Zentrum immer wieder. Besonders in der Zeit der DDR wanderte der zentrale Kern in Richtung Berliner Straße und Demianiplatz. 
Die Innenstadt verlor während des Sozialismus an Bedeutung, da sie zum einen unansehnlich wurde und zum anderen durch neu erschlossene Gebiete, wie Weinhübel, auch ihre zentrale Lage verlor. Erst durch die Entstehung des Plattenbauviertels im Stadtteil Königshufen wurde sie wieder ins Zentrum gerückt und erlebte einen kleinen Aufschwung. Nach der Wende wurde durch Fördergelder eine aufwendige Sanierung vollzogen, welche die Innenstadt nicht nur verschönerte, sondern auch für Gewerbetreibende wieder attraktiver machte.
Als das City-Center Frauentor an der Stelle des abgerissenen Wilhelmtheaters gebaut wurde, starb der obere Teil der Berliner Straße fast vollständig aus, da dadurch das Zentrum in Richtung Demianiplatz gezogen wurde. 

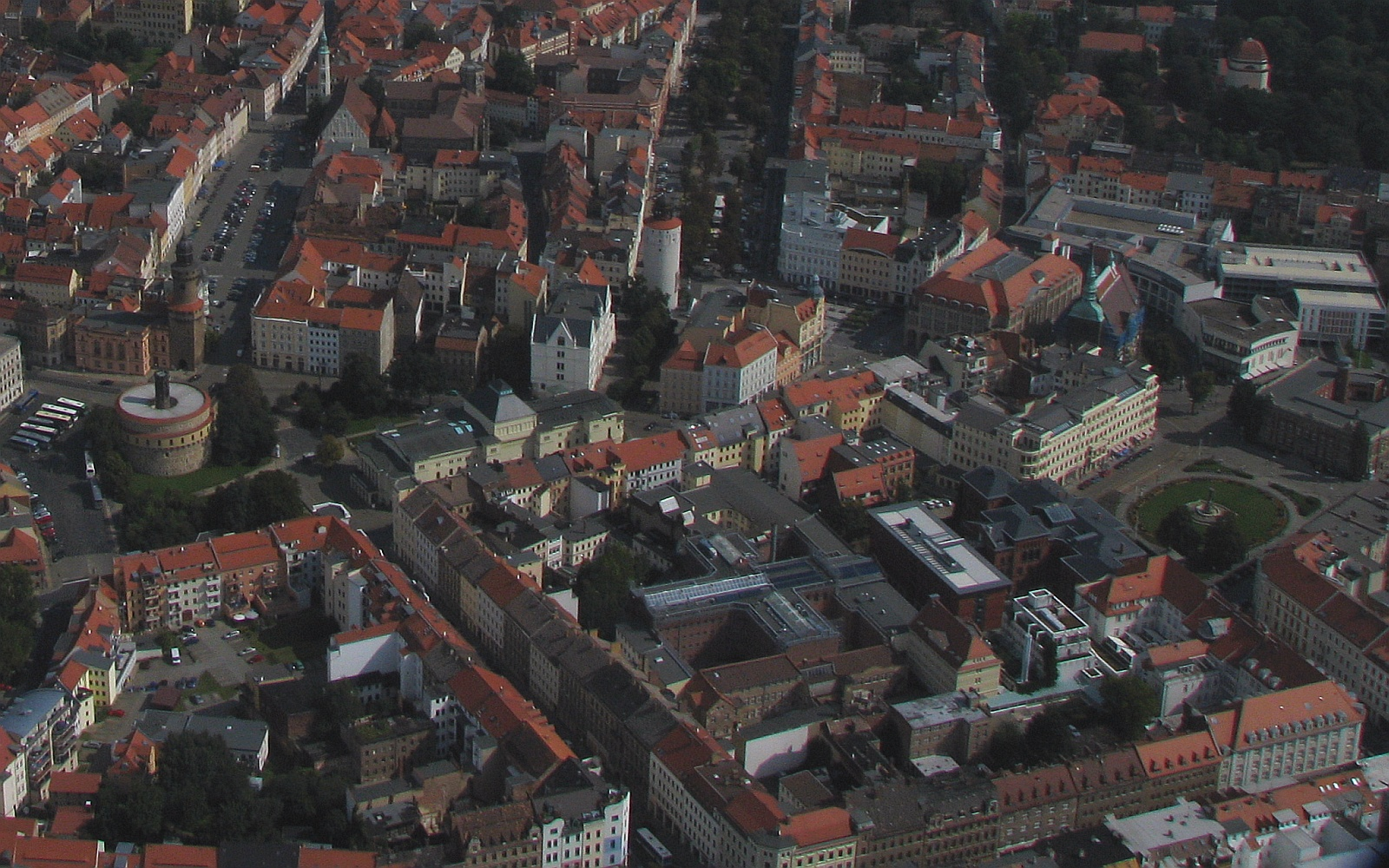
Detailansicht der dichten Bebauung zwischen Post- und Demianiplatz

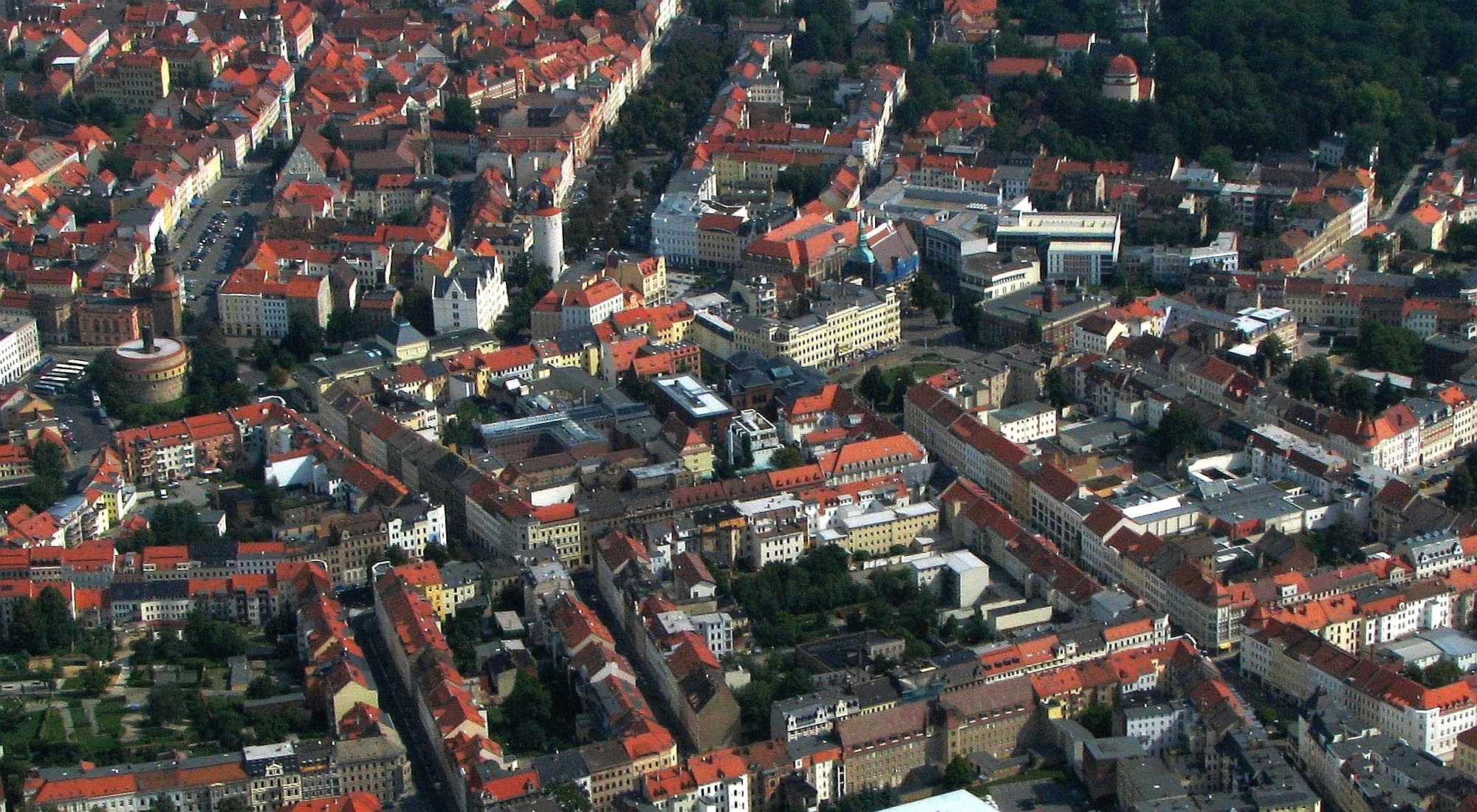
Detailansicht der dichten Bebauung zwischen Post- und Demianiplatz

## Gewerbe
Der untere Teil der Berliner Straße ist heute die Hauptfußgängerzone von Görlitz. Nicht weit von hier liegt das Kaufhaus Görlitz, eines der wenigen erhaltenen Kaufhäuser der Vorkriegszeit in Deutschland. Es wurde bis zur Schließung 2009 von der Hertie GmbH betrieben und war das einzige Kaufhaus dieser Kette ohne Rolltreppe. Hinter dem historischen Kaufhaus befindet sich das City-Center Frauentor, welches Standort vieler Läden ist. Der erhoffte Erfolg des Centers blieb bislang allerdings aus.

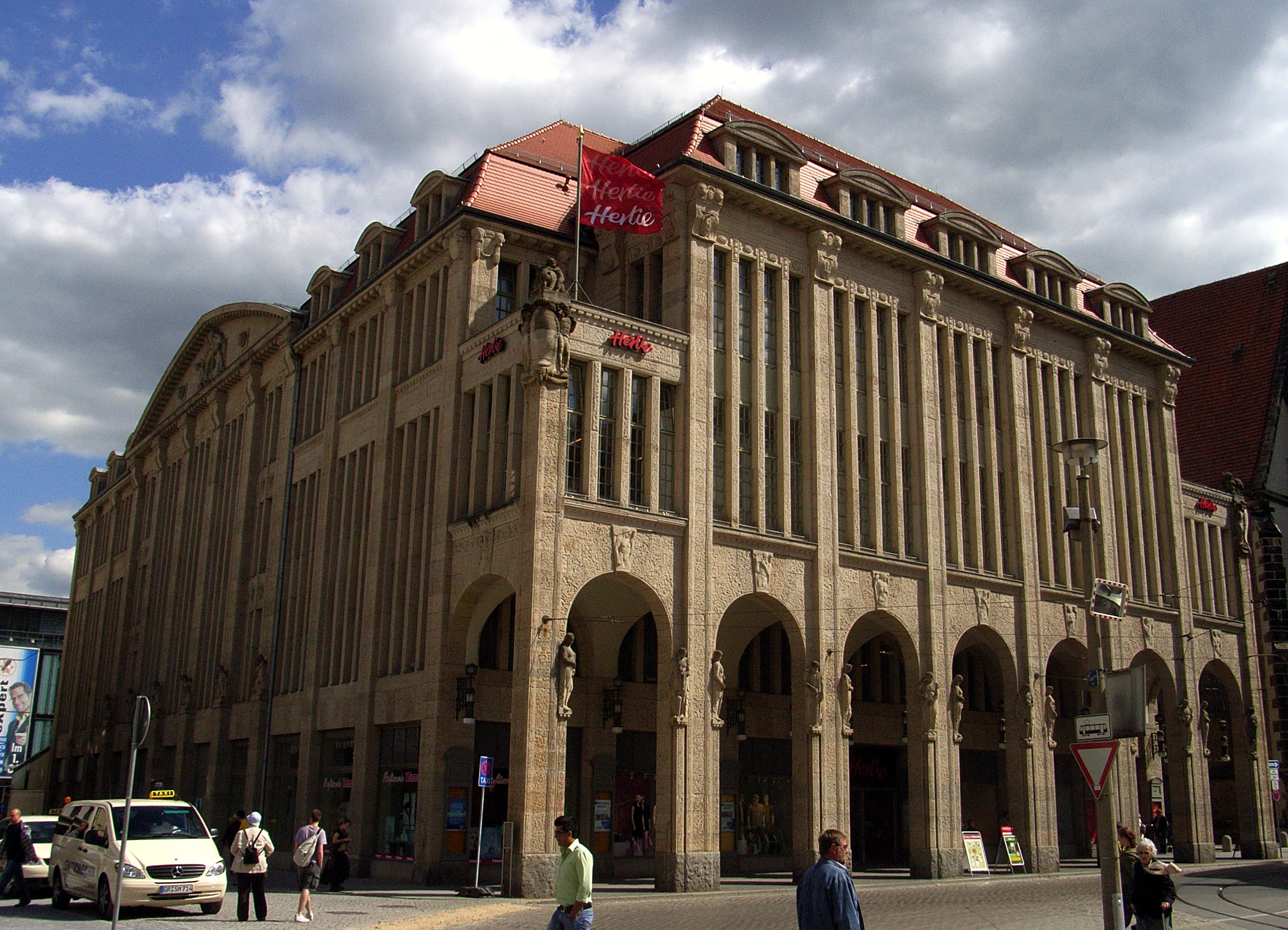
Görlitzer Kaufhaus (ehemals Hertie)
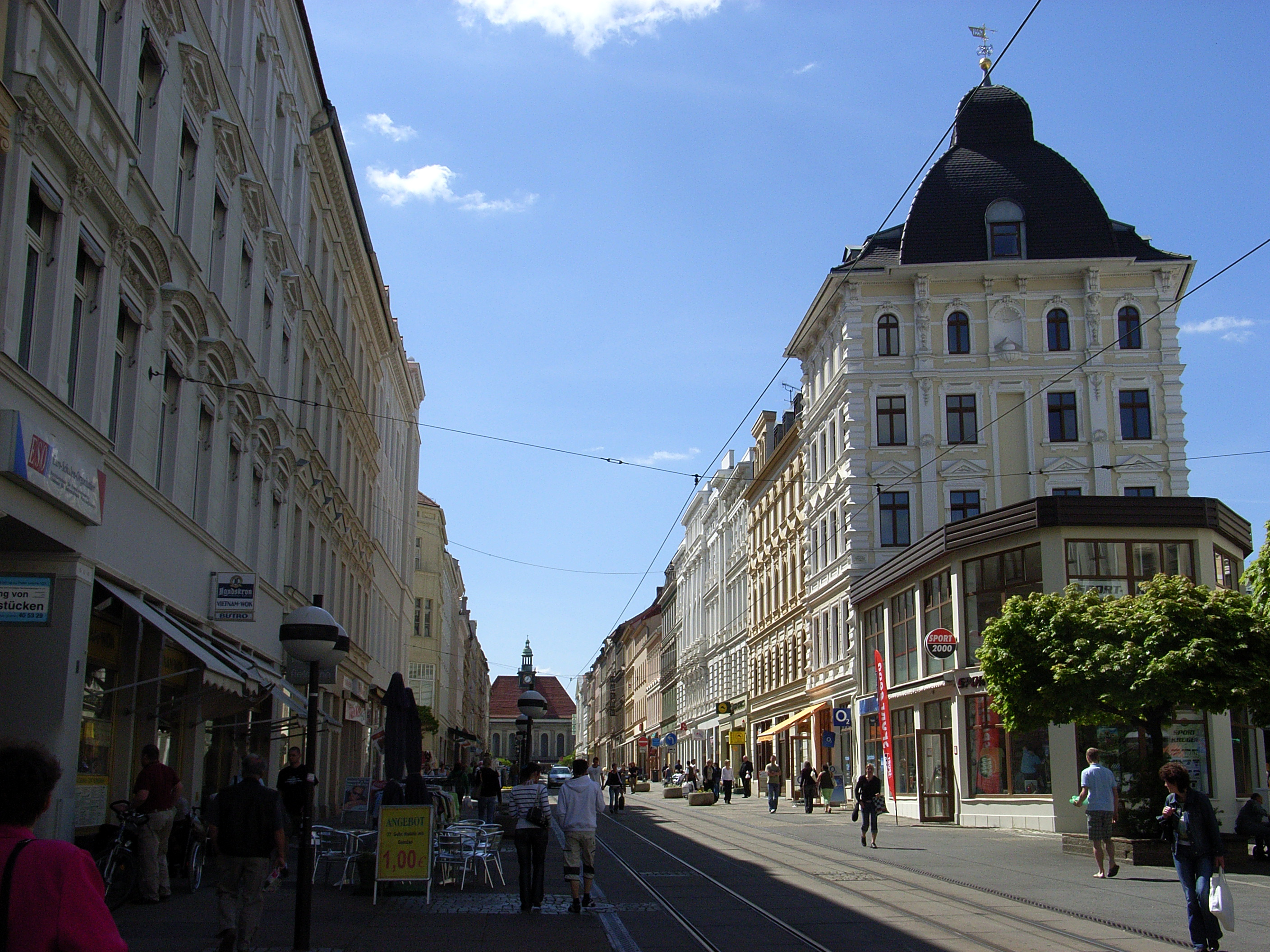
Berliner Straße

## Verkehr
Am oberen Ende der Berliner Straße Ecke Bahnhofstraße befindet sich der Hauptbahnhof von Görlitz mit Anschluss an das Netz des Trilex und der Ostdeutschen Eisenbahn Gesellschaft (ODEG).
Die Görlitzer Innenstadt ist an fast alle Verkehrslinien der Görlitzer Verkehrsbetriebe angeschlossen.
Straßenbahn:
- Linie 1 (von Weinhübel über Bahnhof/Südausgang und Demianiplatz nach Königshufen, NeißePark)
- Linie 2 (von Biesnitz/Landeskrone über Bahnhof/Südausgang und Demianiplatz nach Königshufen/Am Wiesengrund)

Stadtbus:
- Linie A (von Hochschule über Demianiplatz nach Landskronsiedlung)
- Linie B (von Klinikum/Virchowstraße über Demianiplatz und Bahnhof/Südausgang nach Rauschwalde (Diesterwegplatz))
- Linie C (von Königshufen bis Demianiplatz)
- Linie D (von Hochschule über Bahnhof und Demianiplatz nach Klingewalde)
- Linie N (von Rauschwalde (Diesterwegplatz) über Bahnhof/Südausgang nach Biesnitz/Landeskrone)
- Linie P (von Bahnhof über Postplatz, Busbahnhof Zgorzelec und Bahnhof „Zgorzelec Miasto“ bis zum real-Markt in Polen)